# Television

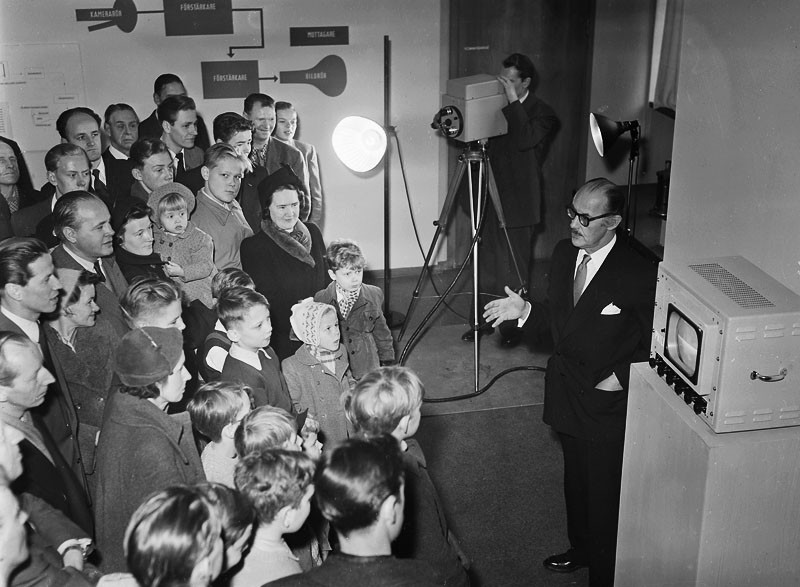
Philips demonstrerar television på Tekniska museet i Stockholm, november 1952.

Television (tidigare kallad bildradio) är ett system inom telekommunikation för att på avstånd skicka ljud och tvådimensionella rörliga bilder till en mottagare. Det kan förkortas tv eller teve ("teve" bör helst undvikas enligt SAOL:s nätupplaga), även mediet (”att titta på tv”) eller för att beskriva tekniska lösningar som tillhör något av de olika TV-systemen. Systemet för att sända bilder har funnits kommersiellt sedan 1930-talet och har som massmedium fått stor spridning världen över.

## Etymologi
Ordet television är en sammansättning av två ord med skilda härledningar. Tele är grekiska för 'fjärran', 'avstånd', medan vision kommer från latinets visio, som betyder 'syn' (jämför danskans och norskans fjernsyn och tyskans Fernsehen, 'fjärrsyn').

## Historia
Idén att kunna sända bilder från ett ställe till ett annat var en tanke som växte fram under flera decennier med hjälp av massor av andra uppfinningar. Ljusets struktur och egenskaper klarnade för vetenskapsmän under slutet av 1800-talet. Upptäckten av elektroner år 1897 hade en stor inverkan på människans förståelse av ljus. Nya upptäckter inom fysiken lade grunden för sändning och mottagande av ljus. Tysken Karl Ferdinand Braun kom med idéer om television redan på 1800-talet.
Efter att telegrafen uppfunnits 1843 var det många som inspirerades till att försöka överföra mer än endast punkter och streck över telegrafkablarna. Snabbt utvecklades många sätt att sända enkla tecken mellan sändare och mottagare, och till och med metoder för sändning av handskriven text utvecklades. 1908 var den tyske fysikern professor Arthur Korn i Stockholm och visade upp sin uppfinning. Ett telefotografi av skådespelerskan Anna Larsen överfördes via telegraf från Politiken i Köpenhamn till Dagens Nyheters redaktion i Stockholm den 27 september. Telefotografi nämns första gången i svenska språket 1905; även då nämns Arthur Korn.. Tillsammans med telefonen (som gjorde ljudsändningar möjliga) så var dessa uppfinningar mycket viktiga för televisionens utveckling. Enligt Svenska Akademiens ordbok skedde televisionens premiär i Stockholm på Röda Kvarn 1930 , men ordet är belagt i svenskan första gången 1923.
Det första halvmekaniska analoga systemet demonstrerades första gången av John Logie Baird, som den 27 januari 1926 kunde visa en samling vetenskapsmän från Royal Society hur rörliga bilder överfördes mellan två våningsplan. En hel del andra system uppfanns efterhand, men Bairds var det vanligaste. ”Mirror Drum” bestod av en snurra med vinklade speglar som roterade snabbt. Ett annat system använder en roterande spegel med flera sidor (fyra, sex, åtta och så vidare) och ett antal vinklade speglar bakom. Detta system kan visa mycket högupplösta (jämfört med nipkowskivan) bilder på flera hundra linjer. Faktum är att laserskrivare använder ett liknande system med en roterande mångsidig spegel. Ett helt elektroniskt system demonstrerades av Philo Farnsworth hösten 1927. De första regelbundna TV-sändningarna ägde rum den 11 maj 1928 i New York, och den första transatlantiska TV-sändningen samma år, med Bairds mekaniska system. Då användes kort- och mellanvågsbanden, där vågorna kan studsa mot jonosfären, utan att man behöver använda en satellit.
De första TV-apparaterna var radioapparater med en TV-enhet bestående av ett neonrör och en snurrande skiva (nipkowskiva) som kunde visa en bild i rödskala stor som ett frimärke. Det fanns även andra tekniker för att överföra bilder, till exempel en snurra med vinklade speglar som roterade snabbt. De första högupplösta sändningarna skedde i Tyskland i mars 1935, men var bara tillgängliga i 22 offentliga TV-tittarrum. Systemet hade 180 linjer, som gav en mycket högupplöst bild jämfört med Storbritanniens 30-linjerssystem. En av de första större sändningarna var Olympiska spelen i Berlin 1936. TV ökade dramatiskt efter andra världskriget. TV-nyheter kom igång ganska snabbt, men folk visste i princip redan om nyheterna; det tog ett par dagar innan man kunde sända det filmade materialet på grund av långa transportvägar och klumpiga filmsystem.
Färg-TV kom i USA 1953, via CBS. Den amerikanska regeringen godkände färg-TV-systemet CBS utvecklat, men när Radio Corporation of America (RCA) kom med ett system som tillät visning av färg-TV-sändningar i svartvitt på en svartvit TV frångick CBS sitt förslag och anpassade sig till det nya.
Under 1960-talet hade nästan alla en tv i hemmet. Det hade nu blivit största sättet att sprida nyheter på, det var användbart när det var val i USA och man skulle välja mellan till exempel John F. Kennedy och Richard Nixon. Tv gjorde att alla kunde se hur de planerade att styra landet men också få en uppfattning om deras personligheter. Familjerna samlades runt tv:n för att få information om vad som hände i omvärlden, man kunde för första gången se hur andra delar av världen och landet såg ut. Tv:n “visade amerikanska folket för amerikanska folket” något som man inte hade sett mycket av förut. Det skapade en känsla av nationell enhet kring kulturella händelser. Tv fungerade även som en distraktion från det som hände i världen med hjälp av de manusskrivna programmen. Det kom talkshower, underhållningsprogram och många sorters tv-serier och filmer.

## Teknik

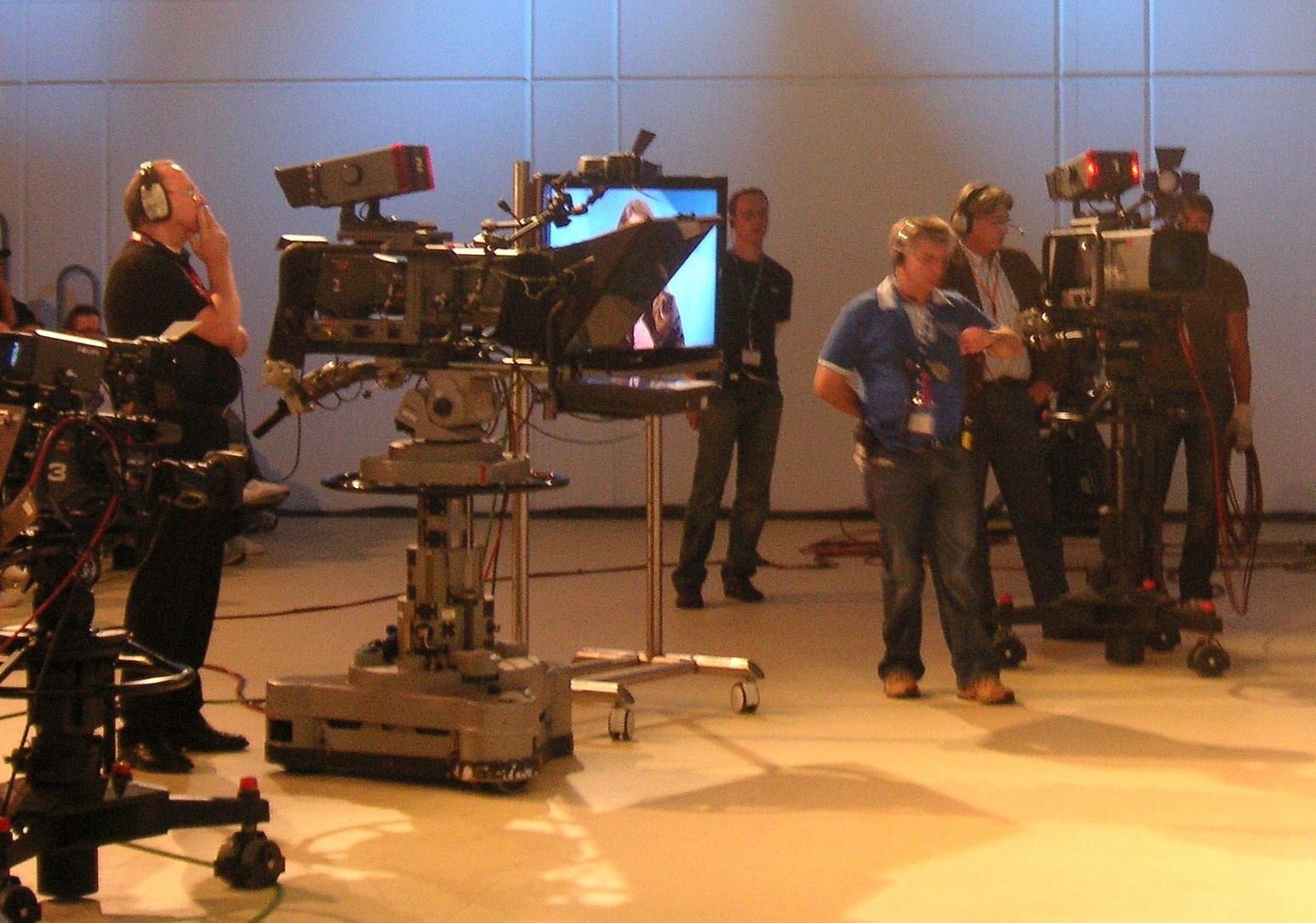
Moderna studiokameror (2007).

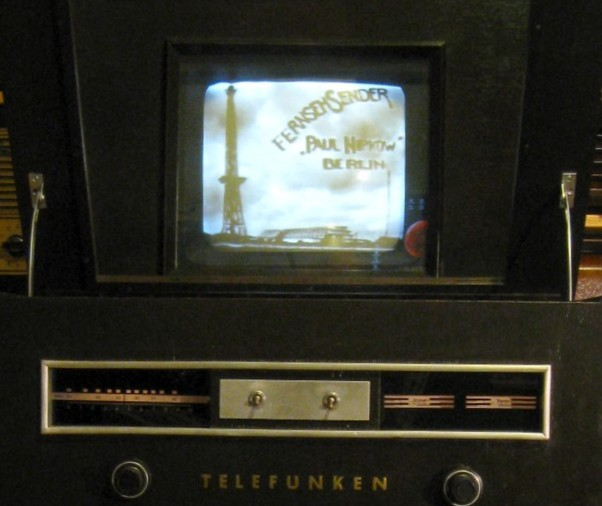
Telefunken - TV-mottagare från 1937.

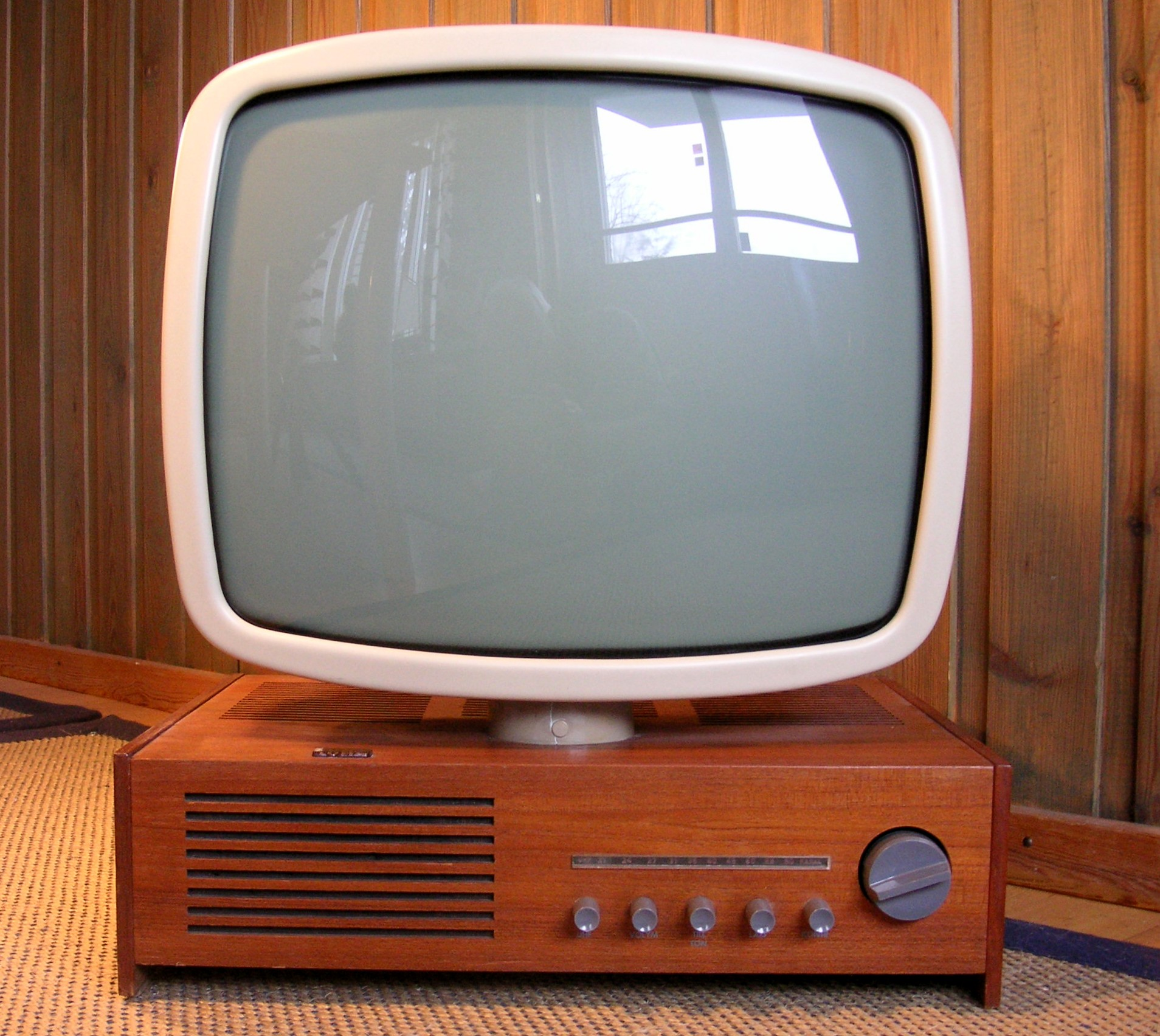
Stig Lindbergs Lumavision LT 104 (1959).

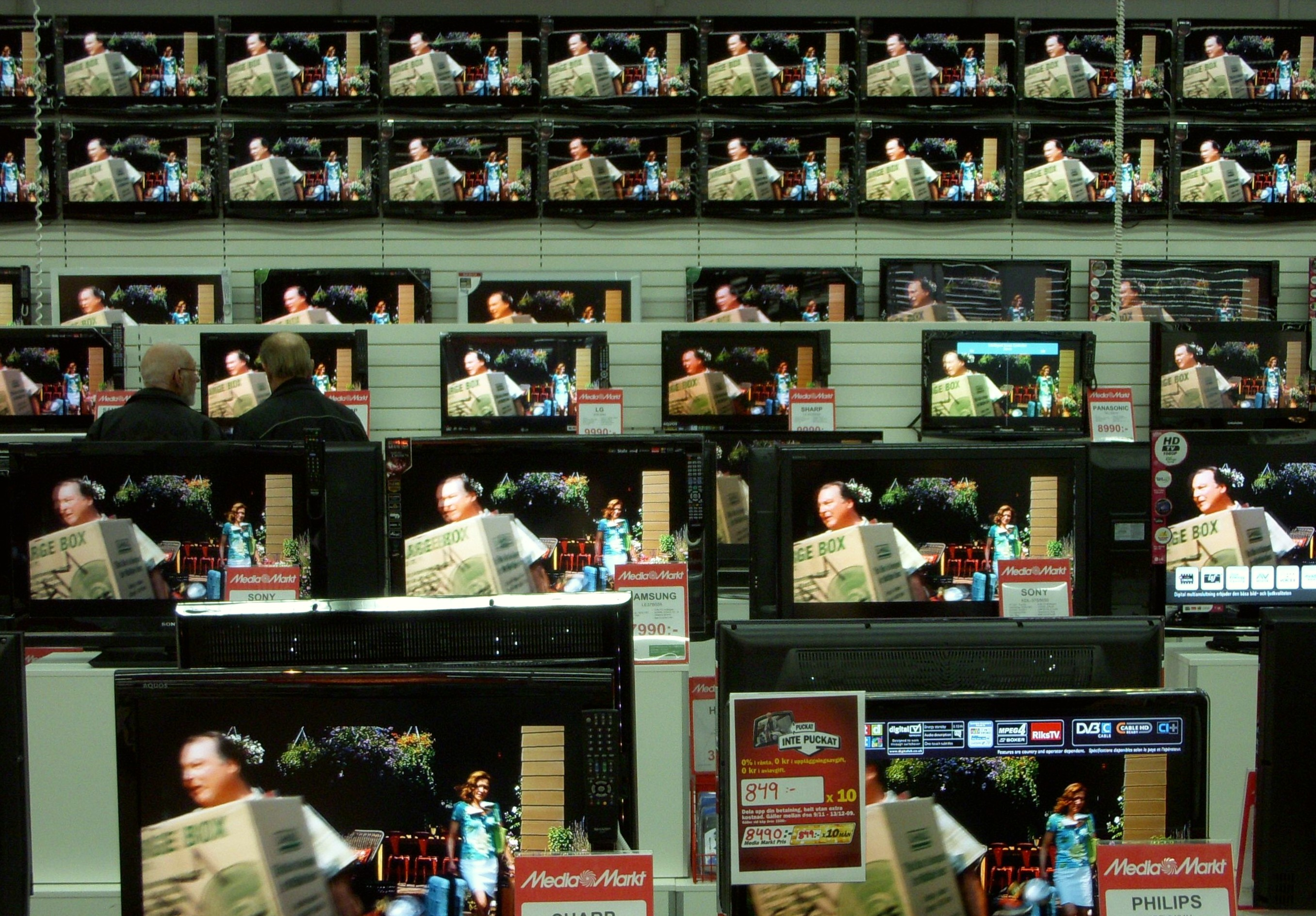
TV-apparater (november 2009).

### TV-kamera

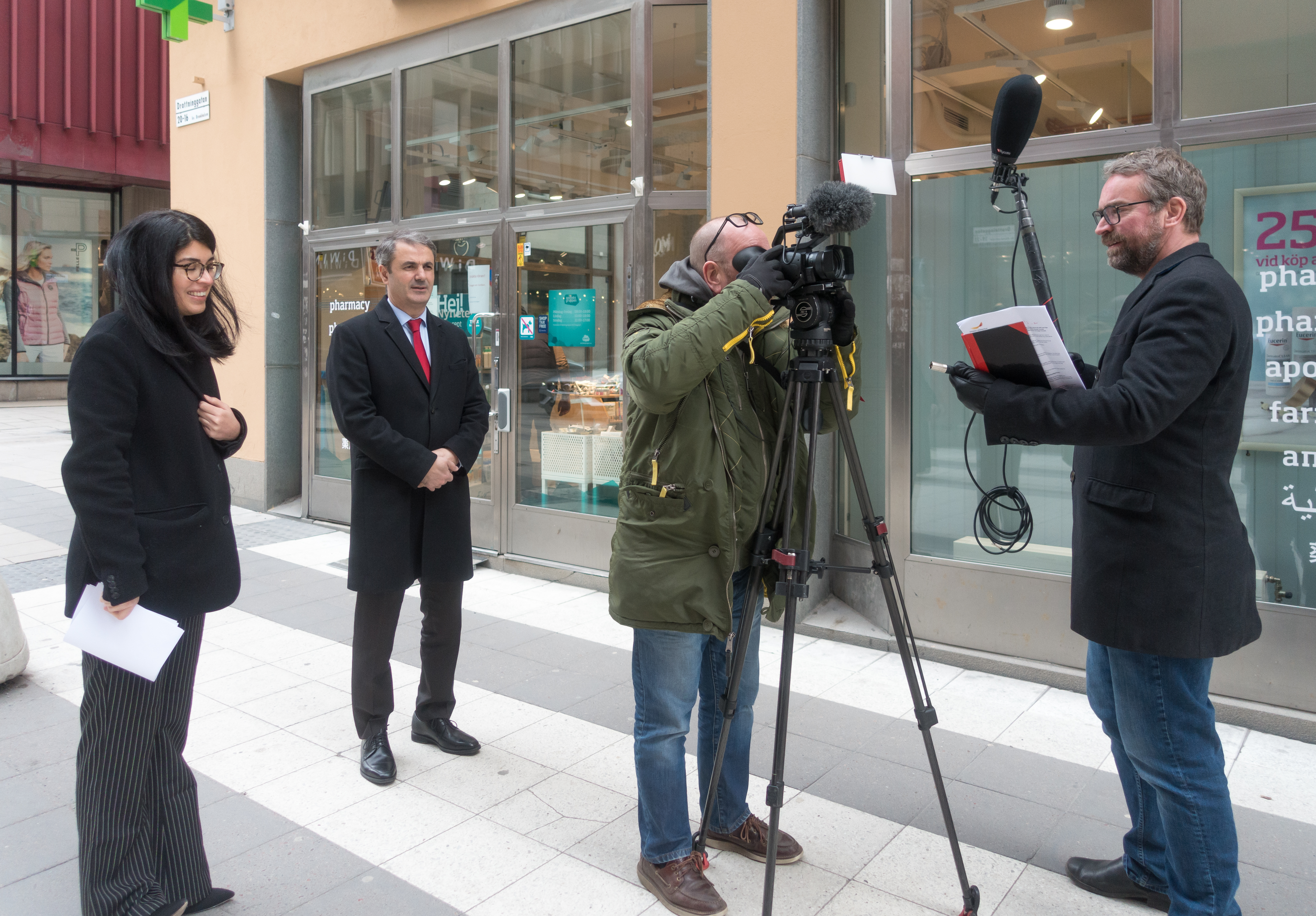
TV-reporter med team på drottninggatan i Stockholm 2020.

En TV-kamera eller elektronisk kamera är en kamera som på elektronisk väg upptar rörliga bilder som sedan sänds direkt till en TV-mottagare eller som lagras på olika medier som magnetband, DVD, hårddisk eller minneskort. TV-kameran används professionellt huvudsakligen av TV-bolag och kallas numera endast för videokameran. TV-kamerans grundläggande princip går tillbaka till nipkowskivan som patenterades 1883 av den tyske ingenjören Paul Nipkow. Nipkows mekaniska princip förbättrades 1925 av skotten John Logie Baird. Bättre bilder med högre upplösning blev först möjliga med hjälp av katodstråleröret ikonoskop som Vladimir Zworykin patentansökte 1923. Med hjälp av denna världens första elektroniska TV-kamera i provdrift gjordes 1933 TV-sändningar från Empire State Building med en bildupplösning av 240 linjer. Paradoxalt nog var de första TV-bilderna upptagna med nipkowskiva progressiva vilket ju är vanligt idag.
Moderna TV-kameror för färgproduktioner innehåller en eller flera sensorer som omvandlar bilden till en videosignal. En vanlig sensortyp är CCD (charge-coupled device). I kameror för professionellt bruk delas ljuset upp på tre olika sensorer för rött, grönt och blått ljus. Ljudet upptas separat, på så vis kan bild- och ljudsignalen efterbehandlas separat. Dagens videokameror har en bildupplösning på upp till 3 840 gånger 2 160 bildpunkter (skarp-TV) mot tidigare 720 gånger 576.

### Bildåtergivning
TV-bilden kan återges med flera olika tekniska hjälpmedel.
Innan de platta TV-apparaterna gjorde sitt intåg användes katodstrålerör vilket består av en elektronkanon som skjuter elektroner mot en bildskärm som avger ljus när det träffas av dessa. Elektronstrålen sveper över skärmen uppifrån och ner och ritar på så sätt upp en bild. Detta sker enligt CCIR/PAL 625/50 (EIA/NTSC 525/60 - USA) 50 gånger per sekund vilket räcker för att ögat skall uppfatta bilden som flimmerfri. Man använder en teknik kallad radsprång (interlace) vilket innebär att två delbilder ritas upp med en inbördes förskjutning av en linje. Varje delbild innehåller 287,5 synliga linjer vilket totalt ger 575 linjer per helbild i CCIR/PAL-versionen. (På underscannad monitor ser man tydligt den halva linjen överst och underst i bild.) I digitala TV-system används uttrycket 576i som används vid jämförelser mellan olika TV-system eftersom digitala system inte arbetar med udda linjetal.
För att återge färg är ytan försedd med röda, gröna och blå punkter arrangerade i grupper om tre men med sådan inbördes placering att hela bildskärmen är täckt. Det finns då tre elektronkanoner i bildröret, en för varje färg. Om elektronerna från den blå kanonen träffar en blå punkt lyser den bildpunkten. Om en röd, en blå och en grön punkt intill varandra lyser med en viss ljusstyrka uppfattar ögat det som vitt. Genom att blanda de tre färgerna kan de flesta färger återges. Detta kallas additiv färgblandning.
En TV-kanal består av bild och ljud i form av elektroniska signaler vilka sänds ut på en radiofrekvens. När man väljer kanal på sin TV så väljer man den frekvens man vill ta emot och omvandlar denna till signaler som får styra elektronkanonen och högtalarna.
Numera är så kallad platt-TV – apparater där bilden återges med LCD- eller plasmateknik i stället för katodstrålerör – vanligare än katodstrålerörapparater. Nya tekniska lösningar, till exempel OLED, lovar att kunna skapa ännu tunnare bildskärmar.
Även projektionsteknik kan användas för att återge bilden, antingen som frontprojektion, där bilden projiceras på en särskild projektionsduk eller annan valfri yta, eller med bakprojektion, där projektor och duk ofta är inbyggda i ett skåp. Sedan andra tekniska lösningar såsom VHS, DVD och blu-ray-skiva introducerats har televisionsapparaten inte bara mottagit material utan även använts för att visa inspelat material.

### Distributionssätt
Distributionssätt och TV-systemstandard bör ej förväxlas med varandra då de är två skilda ting, men ofta starkt avhängiga av varandra.
En TV-sändning kan distribueras på något av följande sätt:
- TV via marksändare
- TV via kabel, se kabel-TV
- TV via satellit
- TV via bredband

En TV-sändning kan distribueras antingen analogt, digitalt eller till viss del som en blandning av båda, ett undantag är TV-sändning via bredband som är helt och hållet digital. Analog sändning via marksändare har upphört i Sverige och man har övergått till digital sändning. För att kunna ta emot en TV-sändning från en marksändare behövs en digital TV-mottagare.

### TV-system
Det finns tre olika typer av analoga färg-TV-system:
- PAL
- SECAM
- NTSC

PAL används i större delen Europa, Kina och Australien, SECAM används bland annat i Frankrike, NTSC används i USA, Kanada och Japan.

## TV-produktion
TV-program produceras på olika sätt beroende på de förutsättningar som finns. Drama brukar produceras på samma sätt som spelfilm. Vissa TV-program, framför allt nyheter, sport och evenemang, är direktsända.

## Sändningsutbud
Några typer av TV-program är nyheter, dramaserier, film och dokumentärer.

### Television i olika länder

#### Europa
- Albanien
- Belgien
- Bulgarien
- Cypern
- Danmark
- Estland
- Finland
- Frankrike
- Grekland
- Irland
- Island
- Italien
- Kroatien
- Malta
- Nederländerna
- Norge
- Portugal
- Serbien
- Spanien
- Storbritannien
- Sverige
  - Sveriges TV-historia
- Tyskland
- Ungern
- Vatikanstaten

#### Övriga världen
- USA
- Cypern
- Libanon
- Chile